# Tipula subcentralis
Tipula subcentralis är en tvåvingeart som beskrevs av Alexander 1918. Tipula subcentralis ingår i släktet Tipula och familjen storharkrankar. Inga underarter finns listade i Catalogue of Life.